# Ormosia alexanderi
Ormosia alexanderi là một loài ruồi trong họ Limoniidae. Chúng phân bố ở miền Cổ bắc.